# HD 269810
HD 269810 (bzw. HDE 269810) ist einer der massereichsten Sterne, die derzeit bekannt sind. Seine Masse liegt nach aktuellem Forschungsstand (2018) bei ca. 130 M☉. HD 269810 befindet sich in der Ansammlung NGC 2029 in der Großen Magellanschen Wolke. Bei seiner Entdeckung im Jahre 1995 war er mit damals geschätzten 190 M☉ der massereichste zum damaligen Zeitpunkt je entdeckte Stern.

## Name
Der Name HD 269810 setzt sich wie folgt zusammen:
- HD: Der Stern ist im Henry-Draper-Katalog aufgeführt.
- 269810: eine lfd. Nummer aus der Erweiterung des Henry-Draper-Katalogs von 1949.

Für Sterne im Nummernbereich 225301 bis 359083 des Henry-Draper-Katalogs wird gelegentlich die Abkürzung HDE (HD extension) verwendet.